# 查爾斯·賈克林
查爾斯·約翰·賈克林（英語：Charles John Joughin，1878年8月3日—1956年12月9日），是英格蘭麵包師，也是英國皇家郵輪鐵達尼號首席麵包師。他在鐵達尼號沉沒事故中倖存下來，並可能因為飲酒，使他得以在攝氏負2°C的冰冷海水中支撐約三個小時直到被B折疊艇的生還者救起，最終獲救時也幾乎沒有受到任何失溫症的不良影響。由於鐵達尼號的落海者普遍在浸泡2分鐘後便開始因冷休克、失溫症、心臟驟停或其他身體反應陸續死亡，他的奇蹟生還因此而聞名。

## 生平

### 早年生活與職業生涯
1878年8月3日，查爾斯·賈克林出生於維拉爾半島伯肯希德，有四個兄弟姐妹，父親是英國皇家海軍的特許供糧商。1889年，11歲的賈克林首次出海，後來成為各種白星航運蒸汽輪船上的麵包師，如至尊號和條頓人號。他的兄弟西奧多和理查德則雙雙加入了英國皇家海軍。1906年11月17日，賈克林在利物浦與露易絲·伍德沃德（Louise Woodward）結婚。1907年，他們的長女艾格尼絲·莉蓮（Agnes Lillian）出生；1909年，長子羅蘭·歐內斯特（Roland Ernest）出生。1911年，賈克林在奧林匹克號上擔任首席麵包師。

### 擔任鐵達尼號首席麵包師
1912年4月，在鐵達尼號的首航期間，賈克林是船員之一。他從貝爾法斯特登船。1912年4月4日，在南安普敦簽署合約，擔任首席麵包師的月薪是12英鎊（幣值相當於今天的1,360英鎊），並且他的團隊裡有13名麵包師。當船在4月14日23時40分撞上冰山時，賈克林下班並在他的寢室休息，位於綽號蘇格蘭路（Scotland Road）的長通道、渦輪發動機通煙豎井旁邊。根據他在英國沉船專員鐵達尼號沉沒調查中的證詞，他感受到碰撞的衝擊並立刻起身。他聽到從上層甲板傳下來的消息是——海官正準備開啟救生艇。4月15日0時15分左右，賈克林在D層甲板的麵包店為救生艇準備應急物資，然後指示手下的13名麵包師前往小艇甲板上，每個麵包師都帶著四條麵包——放在救生艇內作為應急物資。賈克林在麵包店停留了一段時間後回到寢室喝了酒，然後沿著中間樓梯前往小艇甲板，同時也看到一些帶著行李的三等艙乘客在蘇格蘭路亂走。他還目睹了翻譯服務員路德維希·穆勒（Ludwig Müller）在其他服務員的幫助下，試圖在蘇格蘭路尾端協助非英語乘客。賈克林在0時30分左右到達小艇甲板。
根據證詞，賈克林看見小艇甲板上有很多乘客，當時很有秩序，「地上畫了線，男服務員、生火員和水手都排成一排，女士們和孩子們過去救生艇旁」。海官準備讓乘客們上船，大副亨利·魏爾德將賈克林分配到10號救生艇，賈克林與男服務員和其他水手一起協助女性和孩童們登上救生艇。但是過了一段時間，小艇甲板上的女人紛紛離開救生艇，她們認為在鐵達尼號上更安全。然後賈克林和另外幾個年輕人前往A層甲板，強行將一些女性和孩童們帶到小艇甲板，然後協助她們坐進救生艇。

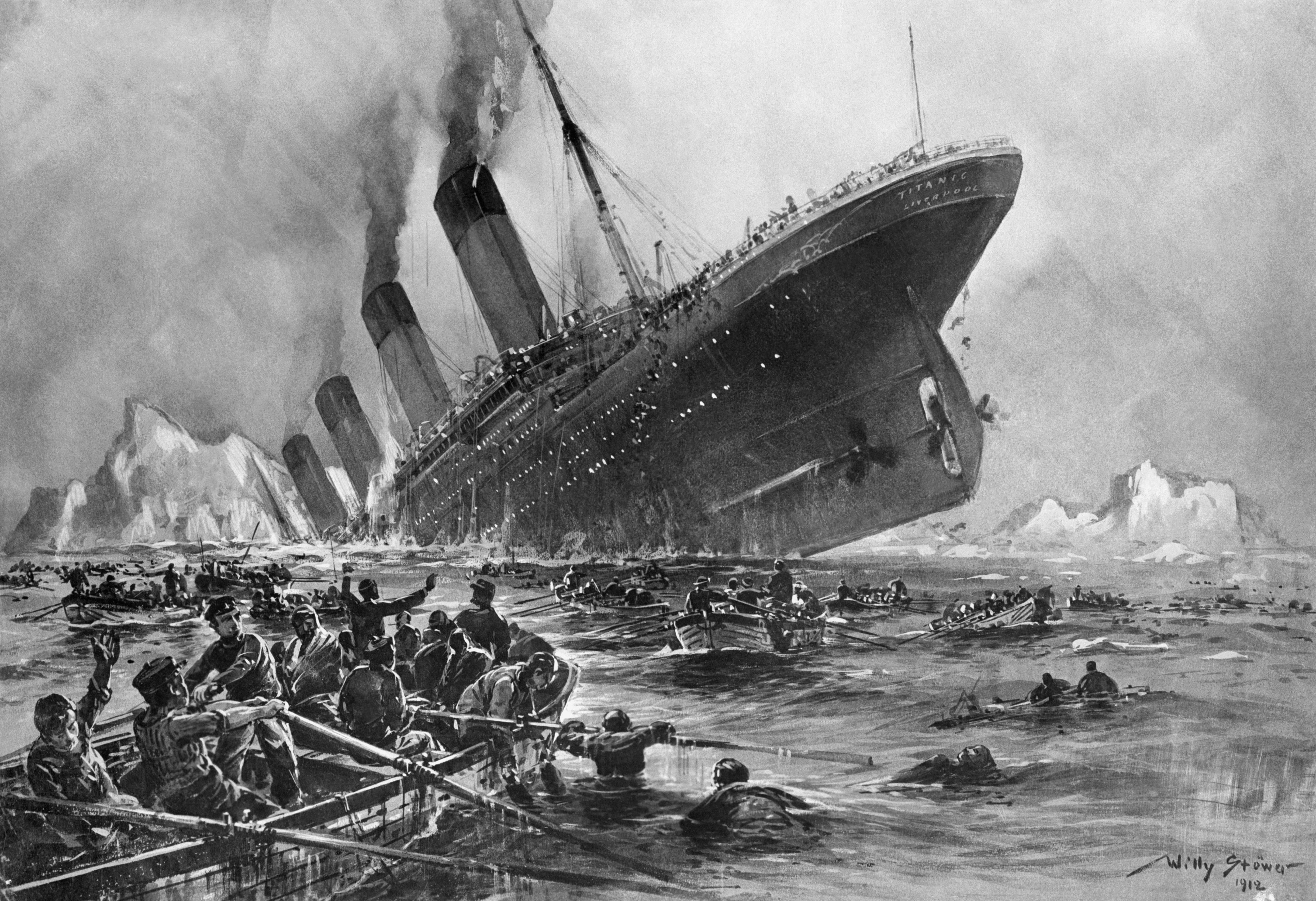
鐵達尼號最後時刻的想像圖，描繪的情景接近最後劇烈傾斜的瞬間，賈克林此時可能接近或正位於船尾的最高處。

雖然海官指派賈克林負責指揮10號救生艇，但他沒有坐上去；後來由大副亨利·魏爾德挑選了兩名幹練水手和一名餐廳服務員威廉·伯克（William Burke）指揮並划槳。1時50分，在10號救生艇降下之後，他走到了下層甲板，在他些許淹水的寢室裡喝了利口酒。然後遇到船上的外科醫生威廉·弗朗西斯·諾曼·奧洛林（William Francis Norman O'Loughlin），兩人簡短交談後，賈克林再次上樓，很可能是最後一次有人見過這位醫生。當賈克林到達小艇甲板時，所有救生艇都已降下，所以他下到B層甲板長廊，有一些人聚集在這裡，並且注意到左舷傾斜角度增加。賈克林將大約五十張甲板躺椅扔到海上，以便落海之後可以抓著躺椅漂浮。
然後賈克林走進A層甲板的餐具室（大約在頭等休息室旁），喝了一杯水，電燈熄滅，他在那裡聽到一聲巨響，「船的一部分好像變形了」，他描述：「你可能聽過這種聲音，但你真的不知道那是什麼，不是爆炸或類似的東西，就好像鋼鐵正在撕裂一樣」、「像金屬破碎一樣」。接著從上面傳來人群慌亂奔跑的腳步聲，他立即離開餐具室，目睹了大量人群從小艇甲板傾瀉而下，大概是在與3號煙囪齊平的小樓梯上。賈克林加入向船尾甲板奔跑的人群。當他正在穿過艉艛甲板時，船突然沉重的向左舷傾斜。船尾沒有上升，但前段正在下沉。根據他的證詞，除了他之外，所有人都被扔進井圍甲板裡——大約有數百人重重的摔在一起。由於船體朝下，賈克林爬到了艉艛甲板的右舷，抓住最外圍的安全欄杆跨越過去，這樣當船尾沉進海裡時，他就在船外的最高點。當鐵達尼號終於沉沒時，賈克林就用膝蓋騎在安全欄杆上，他證實「船尾並沒有達到90°垂直」，並表示沉船「只是滑行下去而已」、「感覺好像在搭電梯」，而且「連頭髮都沒有弄濕」。因此，他是最後一位離開鐵達尼號的生還者。

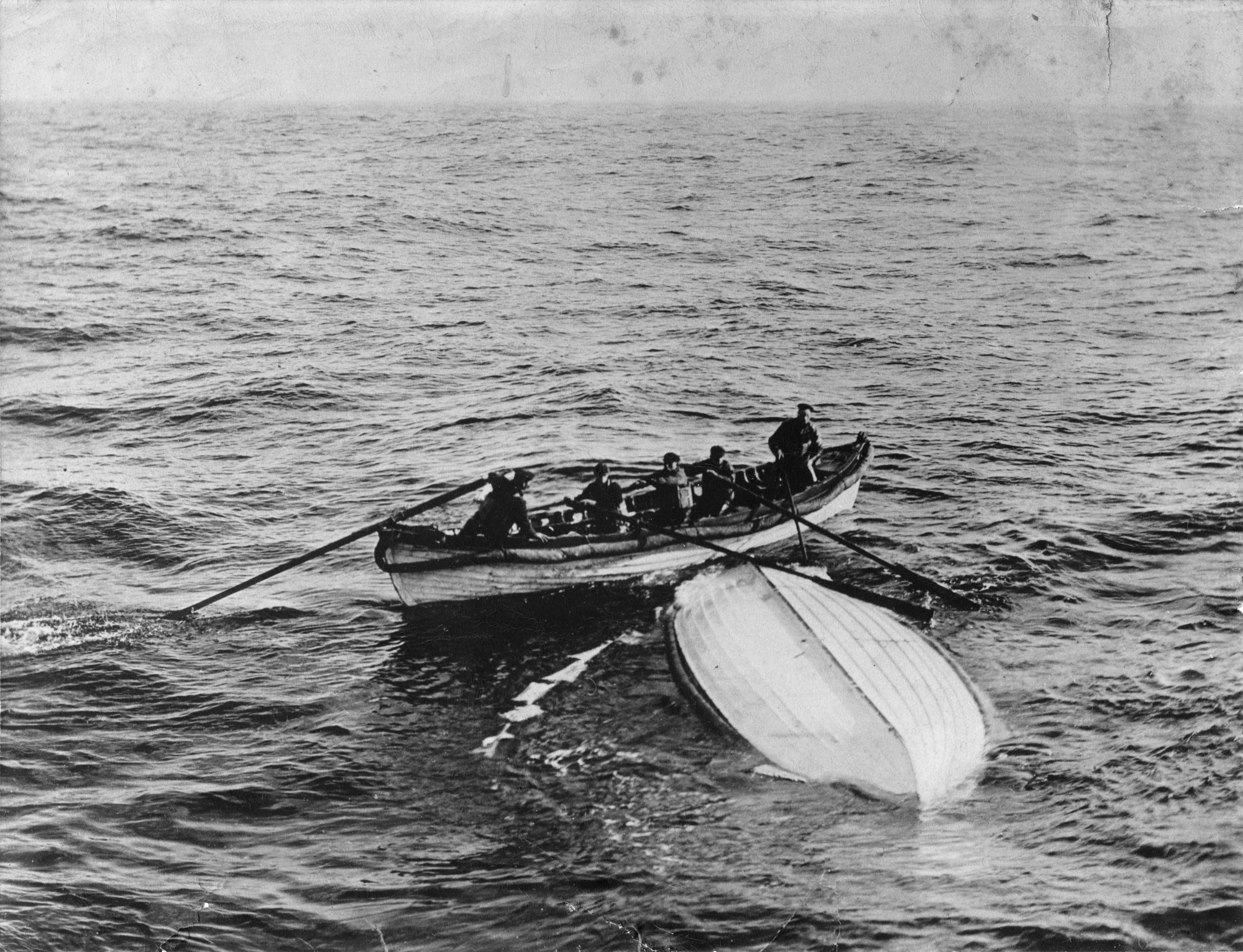
讓賈克林及其他27人倖存下來的B折疊艇，這張照片由後來前往搜索遺體的麥凱-貝內特號船員拍下。

根據賈克林自己的證詞，他在海裡僅依賴身上穿的救生衣，沒有試圖抓住任何東西，只是不停的划水和踩水，持續兩個多小時，當時大海平靜的「就像一片池塘」。他也表示自己幾乎感覺不到寒冷，很可能是因為身體吸收了酒精（大量的酒精通常會增加失溫症的風險，但也有證據表明，一定程度的酒精可以減緩熱量損失，並延長在寒冷條件下的存活期）。當拂曉時，他發現了遠處殘骸，開始慢慢游過去，直到接近時才發現是一艘半淹沒、沒有正確架起帆布邊、而且還顛倒漂浮的B折疊艇，二副查爾斯·萊托勒和大約25名男子站在上面。賈克林慢慢向它游去，但上面已經沒有空間載人。繞著游一圈後，一名幫廚艾薩克·希拉姆·梅納德（Isaac Hiram Maynard）認出賈克林並握住他的手，賈克林抓住折疊艇的一側，他的身體仍然在海水中。半小時後，在45公尺外出現了另一艘救生艇，賈克林游到那裡並坐進去。在那裡他一直待著，後來說他在那艘救生艇上感覺比在水裡時更冷，直到天亮後登上前來救援的卡柏菲亞號。賈克林除了雙腳腫脹，身體沒有大礙，沒有任何失溫症、其他不適症狀或後遺症。事實上，他當時長時間浸泡的海水溫度只有攝氏負2°C。

### 之後的生活
在鐵達尼號災難中生還並休養後，他回到了英格蘭，並且是在英國沉船專員鐵達尼號沉沒調查中作證的船員之一。在聽證會中，他反覆證實行經過的區域並沒有走道遭封閉或上鎖的情形，三等艙乘客可以不受阻攔的前往小艇甲板逃生。雖然賈克林公開表示當晚喝酒，但他始終認為自己並沒有喝醉。1919年左右，賈克林的妻子露易絲死於分娩併發症，次子理查也夭折。1920年，賈克林獨自移居美國紐澤西州派特森。在1944年退休之前，他還曾服務於伊斯布蘭森美國出口輪船公司旗下的船隻，以及第二次世界大戰的運兵船上。
搬到紐澤西州後，他與安娜·里普利·科爾（Anna Ripley Coll）再婚。但是安娜在1943年去世，再度喪偶對賈克林是巨大的精神打擊。12年後，美國作家沃爾特·路德邀請賈克林，在歷史書籍《此夜永難忘》中描述他的經歷。他的長子羅蘭和他一樣，年輕時就出海了，並獲得了乘務長的職位，出現在1950年代初的航運記錄中，一生未婚，1955年8月2日在利物浦去世；1936年，他的女兒艾格尼絲與喬治·阿爾弗雷德·霍納（George Alfred Horner）結婚，但後來他們離婚了，她恢復娘家姓並住在利物浦，於1988年去世。

## 逝世
1955年11月，賈克林罹患肺炎，健康狀況迅速惡化。1956年12月9日，賈克林患病兩週後在帕特森醫院死亡，享壽78歲。醫院在他死亡證明書上的職業欄寫著「鐵達尼號上的麵包師」。賈克林與他的亡妻安娜一起埋葬在紐澤西州帕特森的雪松草坪公墓。

## 文化描寫
- 喬治·羅斯（1958年）——《此夜永難忘》（電影）
- 利安·都奧希（英语：Liam Tuohy (actor)）（1997年）——《鐵達尼號》（電影）
- 克里斯·帕內爾（2016年）——《醉酒史（英语：Drunk History）》第四季第一集（電視劇）

## 外部連結
- Mr Charles John Joughin - Titanic Survivor （页面存档备份，存于）, Encyclopedia Titanica
- Charles John Joughin (1878-1956) （页面存档备份，存于）, Find a Grave
- Joughin, Mr Charles John, Titanic-Titanic.com